# Avro Canada VZ-9 Avrocar
El Avro Canada VZ-9-AV, comúnmente llamado Avrocar, fue una aeronave canadiense VTOL desarrollada por Avro Canada, como parte de un proyecto secreto estadounidense militar realizado en los primeros años de la Guerra Fría. El Avrocar pretendía aprovechar el efecto Coandă para proporcionar la sustentación y el empuje de un solo "turborrotor", expulsando los gases de escape por el borde de la aeronave con forma de disco. 
Diseñado originalmente como un avión de caza capaz de alcanzar altas velocidades y altitudes, el proyecto fue repetidamente reducido y la Fuerza Aérea de los Estados Unidos lo abandonó finalmente. El desarrollo fue retomado por el Ejército de los Estados Unidos para un requerimiento de una aeronave de combate táctico, una especie de helicóptero de altas prestaciones. En las pruebas de vuelo, el Avrocar demostró no haber resuelto los problemas de empuje y estabilidad que lo limitaban a una envolvente de vuelo degradada de bajas prestaciones; posteriormente, el proyecto fue cancelado en septiembre de 1961.
Durante la historia del programa, se hizo referencia al proyecto mediante una serie de nombres diferentes. Avro denominaba los trabajos como Proyecto Y, siendo conocidos los vehículos individuales como Spade y Omega. El Proyecto Y-2 fue más tarde patrocinado por la Fuerza Aérea de los Estados Unidos, que lo denominó como WS-606A, Proyecto 1794 y Proyecto Silver Bug (Bicho de Plata). Cuando el Ejército estadounidense se unió a los trabajos, tomó su denominación final "Avrocar", y la designación VZ-9, como parte de los proyectos VTOL del Ejército estadounidenses de la serie VZ.

## Historia operacional

### Pruebas iniciales
El primer Avrocar salió de la fábrica de Avro Malton en mayo de 1959. Del 9 de junio al 7 de octubre del mismo año se probó en una plataforma estática de vuelo fijo. Desafortunadamente, se encontró que el gas caliente del escape se mezclaba de nuevo en las tomas en vuelo fijo, reduciendo el empuje del motor. Además, el ventilador generaba elevación solo en una pequeña área de su superficie, lo que reducía el empuje general disponible. Los conductos también demostraron tener mayores pérdidas de lo esperado, y una serie de modificaciones no fueron capaces de resolver este problema en gran medida. Estos problemas redujeron la elevación máxima a mayores altitudes del efecto de tierra a 1430 kg, menos que el peso vacío de la aeronave a 1944 kg (4985 libras). Esto significaba que el avión sería incapaz de flotar fuera del efecto tierra. Después de estas pruebas, el vehículo fue enviado a NASA Ames para una prueba de túnel de viento.
El segundo ejemplar fue terminado agosto de 1959. El 29 de septiembre, el primer intento de vuelo se realizó con el Avrocar atado al suelo. Después de que el vehículo despegara, se inició una oscilación incontrolable de balanceo y cabeceo que forzó cada una de las tres ruedas en el suelo a su vez. El piloto, W. D. "Spud" Potocki, cortó inmediatamente los motores. Se realizaron cambios en el sistema de estabilidad para proporcionar más autoridad de control, mientras que se investigaron nuevos cordones para mejorar la capacidad de controlar este tipo de problemas. A medida que las pruebas continuaron, quedó claro que el problema era inherente al diseño, y los ingenieros comenzaron a referirse al efecto como "hubcapping", llamado así porque se parecía a un tapacubos girando en el suelo.
Las investigaciones sobre el efecto revelaron lo que estaba causando el problema. Mientras que en efecto tierra, el aire de alta presión debajo de la nave era atrapado, llenando el área entera y proporcionando así una base estable, cuando el aparato se elevaba, el aire se formaba en una sola columna estrecha, descrita por Frost como "tronco de árbol". A altitudes intermedias, la nave transitaría momentáneamente de un régimen a otro, durante el cual un lado del vehículo tendría sustentación, mientras la misma desaparecía bajo el otro. Esto llevaba a un fuerte movimiento de impulso hacia el lado no sustentado. Tan pronto como esto ocurría, ese lado se acercaría al suelo y restablecería el aire de sustentación, mientras que el otro lado se elevaría por encima de este límite. Este proceso se repetiría, con el aire rodando de lado a lado. Se realizaron modificaciones para tratar de resolver el problema. Finalmente se perforaron una serie de 52 agujeros en el fondo del vehículo, ubicados radialmente a tres pies del centro. Estaban destinados a proporcionar un empuje central para estabilizar el colchón de tierra. 
Con estas modificaciones completas y aparentemente funcionando, el primer vuelo completamente libre ocurrió el 12 de noviembre de 1959. Esta prueba demostró que el sistema de control de la boquilla era inaceptable. Los alerones fueron diseñados para dirigir el aire hacia fuera, sobre la parte superior o inferior de la aleta anular; hacia fuera el fondo solamente durante el vuelo estacionario, pero sobre la tapa y la parte inferior durante el vuelo horizontal. La idea era que cuando se colocaba la solapa para proporcionar control, el elevador se bajaría de un lado y se elevaría en el otro. La elevación fue de hecho bajaba en un lado, pero por desgracia la sustentación no mejoraba en el otro, por lo que cada entrada de control se traducía en una pérdida de altitud. Después de cinco vuelos, las pruebas se detuvieron temporalmente el 5 de diciembre de 1959, momento en el que el Avrocar había registrado 18,5 horas de tiempo de pruebas en total.

### Regreso
Un diseño completamente nuevo fue instalado durante el invierno. Los alerones originales fueron desmontados y reemplazados por un solo anillo por debajo de la aleta anular. El anillo se desplazó en relación con el arte bajo la entrada de control, "sellando" el hueco en un lado mientras se abre en el otro. Las pruebas continuaron en enero de 1960 y parecieron funcionar mucho mejor. Sin embargo, mientras que el nuevo sistema de control mejoró las cualidades de oscilación, la nave se volvió inestable a velocidades superiores a los 30 nudos (56 km/h). El primer Avrocar en Ames fue modificado de forma similar y, en abril de 1960, fue probado en su túnel de viento de 12 m × 24 m. El problema quedó claro; el anillo bloqueaba tanto el empuje total del motor que la energía total se reducía enormemente. A medida que la nave aceleraba, el flujo de aire en la parte inferior reducía la recirculación, reduciendo la elevación debido al flujo de aire sobre la superficie superior. Esto fue algo inesperado; la recirculación se ha considerado una "cosa mala" debido a la pérdida de empuje del motor, y sus efectos positivos sobre la elevación no parecen haber sido apreciados. Al final, para mantener la elevación a velocidades más altas, la nave tuvo que ser lanzada al final de su capacidad de control.
Avro estaba convencida de que el concepto era todavía viable, y propuso un nuevo programa para la reelaboración principal del sistema de propulsión y control. En lugar de la única aleta anular triangular y los alerones, o el control posterior del anillo, el nuevo sistema incluía dos sistemas de control separados para el vuelo horizontal y hacia atrás, combinados en una sola boquilla. Para el vuelo horizontal, se abrió una serie de "puertas de transición" en las boquillas, bloqueándolas y volviendo a dirigir el flujo hacia abajo bajo el avión. El control durante este régimen se proporcionaba moviendo la parte exterior de la solapa para "enfocar" el flujo. A velocidades más altas, las puertas estaban cerradas, permitiendo que el aire fluyera desde el borde de la aeronave, donde se encontraban una serie de sencillos controles de tipo aleta. El nuevo sistema de control cubría los 3/4 traseros de la circunferencia exterior de la aeronave; la sección delantera ofrecía los controles que flotaban solamente.
Las modificaciones se completaron en el modelo de Ames y las pruebas se reanudaron en abril de 1961. El nuevo diseño demostró un control mucho mejor en sustentación y la elevación fue considerablemente mejorada. El vehículo ahora podía viajar hasta 100 nudos (190 km/h), una gran mejora sobre los 30 nudos (56 km/h) alcanzados previamente. Sin embargo, se mantuvo inestable en el máximo, y exhibió un ajuste fuerte de la nariz para arriba. Los ingenieros de la NASA intentaron modificar esto con una cola en T, pero esto demostró sentarse dentro del flujo de aire del turborrotor y no ayudó. El equipo de Frost consideró dos nuevos diseños, uno con una cola vertical grande y otro con un ala con verticales montados en punta ("winglets"). Ambos diseños usaron dos motores General Electric J85 de 2700 lbf (12 kN) y aumentaron el diámetro del turborrotor de cinco a seis pies.
El 9 de junio de 1961, una segunda evaluación de vuelo del Avrocar de la USAF/NASA fue conducida en el segundo prototipo similarmente modificado en la facilidad de Avro. Durante estas pruebas, el vehículo alcanzó una velocidad máxima de 20 nudos (37 km/h) y mostró la capacidad de atravesar una zanja de seis pies de ancho y 18 pulgadas (460 mm) de profundidad. El vuelo por encima de la altitud crítica resultó peligroso, si no casi imposible, debido a la inestabilidad inherente. El informe de las pruebas en vuelo identificó además una serie de problemas de control.
El programa fue cancelado definitivamente en diciembre de 1961.

## Especificaciones (VZ-9AV)
Referencia datos: Avrocar: Canada's Flying Saucer... and The World's Worst Aircraft: From Pioneering Failures to Multimillion Dollar Disasters

### Características generales
- Tripulación: Dos
- Longitud: 5,5 m (diámetro)
- Altura: 1,1 m (3,5 ft)
- Superficie alar: 23,6 m² (254 ft²)
- Peso vacío: 1361 kg (2999,6 lb)
- Peso máximo al despegue: 2522 kg (5558,5 lb)
- Planta motriz: 3× turborreactor Continental J69-T-9.
  - Empuje normal: 2,9 kN (296 kgf; 652 lbf) de empuje cada uno.

### Rendimiento
- Velocidad máxima operativa (Vno): 480 km/h (estimada), 56 km/h (real)
- Alcance: 1601 km (estimado), 127 km (real)
- Techo de vuelo: 3000 m (estimado), 0,91 m (3 pies) (real)

## Aeronaves relacionadas

### Aeronaves similares
- Chrysler VZ-6
- Curtiss-Wright VZ-7
- Piasecki VZ-8 Airgeep
- Saunders-Roe SR.N1, aerodeslizador pionero

### Secuencias de designación
- Secuencia VZ-_ (Aeronaves de investigación VTOL del Ejército estadounidense, 1956-1962): ← VZ-6 - VZ-7 - VZ-8 - VZ-9 - VZ-10 - VZ-11 - VZ-12